# Parco delle Repubbliche Partigiane Piemontesi
Il parco delle Repubbliche Partigiane Piemontesi è un parco della città di Torino di 450.000 m².
Si trova nella collina torinese nei pressi del Colle della Maddalena, adiacente al parco della Rimembranza, in strada San Vito-Revigliasco.

## Storia

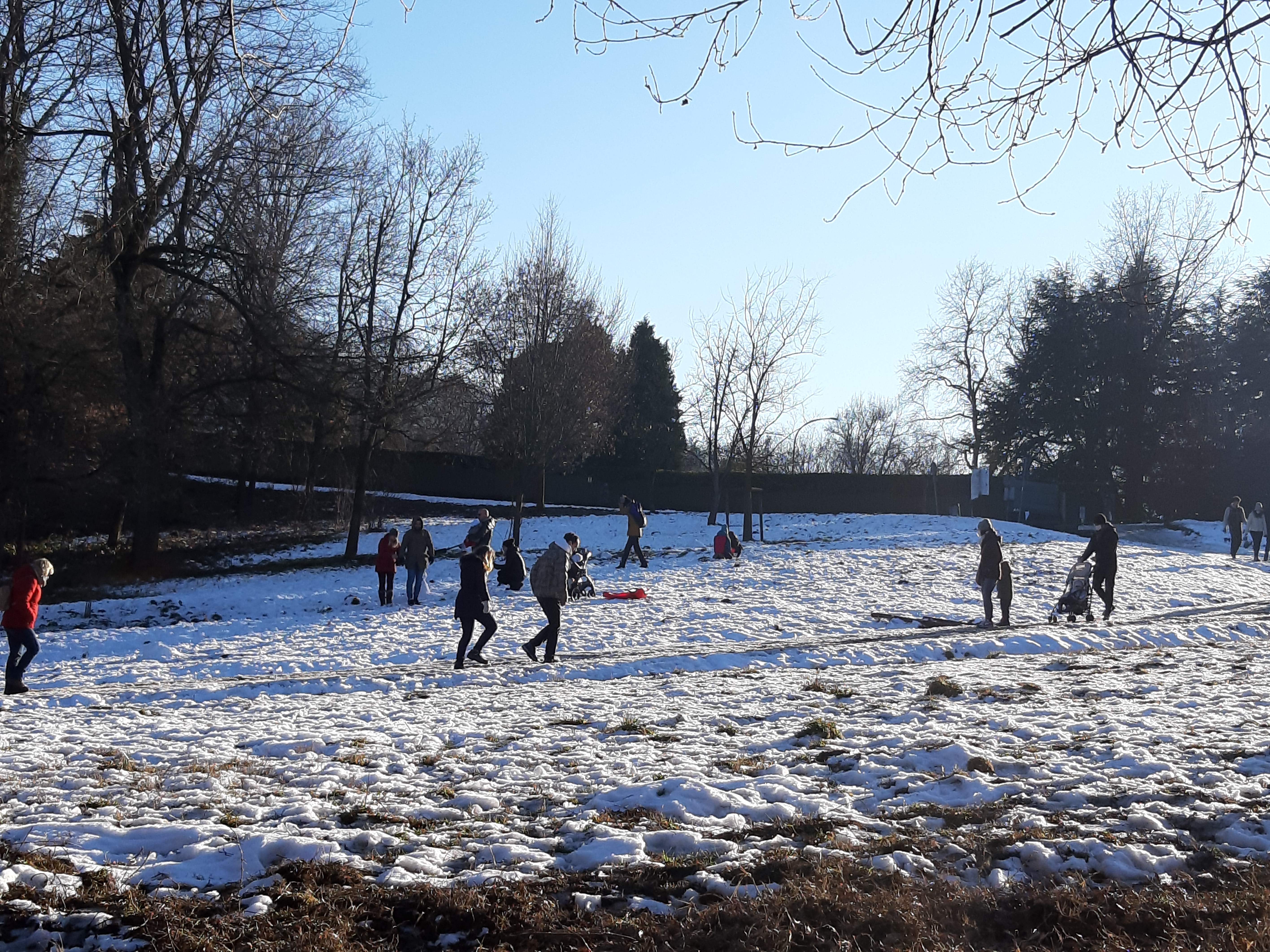
Parco Repubbliche Partigiane con la neve

Le Repubbliche partigiane furono delle entità statuali provvisorie e libere create nel 1944 nei territori dell'Italia settentrionale liberati dall'occupazione nazifascista, durante la seconda guerra mondiale. Il legame con tale denominazione è dovuta al fatto che all'interno di quest'area è avvenuto l'eccidio del Pian del Lot, ricordato da una lapide, in cui furono uccisi 27 giovani partigiani e civili sospettati di connivenza con la Resistenza.